# Ctenotilla
Ctenotilla (лат.)— род ос-немок из подсемейства Mutillinae.

## Распространение
Палеарктика (1 вид), в Европе 1 вид. Для СССР указывался 1 вид.

## Описание
Как правило, среднего размера пушистые осы (5-16). Наличник с поперечным предвершинным углублением и срединным бугорком у основания. Пигидальное поле развито. У самцов 13-члениковые усики, у самок — 12-члениковые. Тело в густых волосках. Самка осы пробирается в чужое гнездо и откладывает яйца на личинок хозяина, которыми кормятся их собственные личинки.

## Систематика

### Виды Европы
- Ctenotilla caeca (Radoszkowski, 1880)
- Другие виды